# Vic Zhou
Vic Zhou (周渝民T, Zhōu YúmínP; Taiwan, 9 giugno 1981) è un attore, cantante e modello taiwanese, conosciuto come membro della popolarissima boy band taiwanese F4 e per aver recitato in diverse serie televisive.
Il suo nome d'arte, 周渝民, vuol dire letteralmente "una persona completamente cambiata", e differisce dal suo nome di nascita, 周育民, solo per il carattere centrale, che cambia l'intero significato del nome. Con il carattere originario, infatti, esso significava "una persona completamente nutrita o allevata".

## Biografia
Vic Zhou è nato il 9 giugno 1981, e ciò lo rende il membro più giovane degli F4. Sua madre discende dalla tribù di aborigeni taiwanesi Atayal, mentre suo padre è taiwanese con origini di Linyi, provincia dello Shandong, nella Cina continentale.

### Istruzione
- College Hsing Wu, Dipartimento di Amministrazione Commerciale
- Istituto di Tecnologia Chun Kuo, China University of Technology, Dipartimento di Gestione Industriale
- Scuola superiore nazionale LoTung Industrial Vocational, Dipartimento dell'Apparato Produttivo
- Scuola media Luodong
- Scuola elementare Gong Zeng

A causa dei fitti impegni di lavoro si è trovato costretto ad abbandonare l'università.

### L'ingresso nel mondo dello spettacolo
È stato scoperto quando ha accompagnato un amico che doveva fare un'audizione per un ruolo nella popolare serie televisiva Meteor Garden, tratta dallo shōjo manga giapponese Hana Yori Dango, di Yōko Kamio. Gli operatori dello staff, notandolo per caso, gli fecero fare con successo un'audizione per il ruolo di Huā Zé Lèi, un ragazzo silenzioso e sensibile che diventa il migliore amico della protagonista Shān Cài, interpretata da Barbie Hsu. È in questo ruolo che Zhou ha ottenuto il successo per il grande pubblico.

### Successo individuale

#### Carriera solista
Zhou è stato il primo membro degli F4 a pubblicare un album solista, Make a Wish, pubblicato a gennaio del 2002. Esso è stato seguito da Remember, I Love You, del gennaio 2004. Zhou ha cantato anche delle canzoni da solista incluse negli album del gruppo, oltre che due canzoni per la colonna sonora di Meteor Rain, pubblicata ad agosto 2001, e due canzoni per la colonna sonora di Fantasy 4ever, pubblicata a dicembre 2002. Il suo terzo album solista, I'm Not F4, è stato pubblicato nell'ottobre del 2007. Canta due canzoni da solista nell'album più recente del gruppo, Waiting for You Here [在这里等你], pubblicato a dicembre 2007, ed altre sue canzoni appaiono nelle colonne sonore delle serie televisive Love Storm [狂愛龍捲風], Silence [深情密碼] e Wish to See You Again [這裡發現愛]. Sia i suoi album che quelli del gruppo sono pubblicati dalla Sony Music Taiwan.

#### Carriera da attore
Oltre a Meteor Garden [流星花園], Zhou è apparso in diverse serie televisive taiwanesi quali la miniserie di quattro episodi Meteor Rain [流星雨], Poor Prince [貧窮貴公子], Meteor Garden II (sequel di Meteor Garden), Come To My Place [来我家吧] e Love Storm [狂愛龍捲風], tutti drama dai toni leggeri ed adolescenziali. La svolta nella sua carriera arriva con la serie televisiva Mars [戰神], insieme a Barbie Hsu, nella quale egli recita insieme il ruolo di due gemelli mentalmente disturbati, il primo dei quali finisce per suicidarsi nonostante mostrasse una facciata allegra e spensierata, mentre l'altro combatte contro malattie mentali e stress post-traumatico. La trama di questa serie si addentra in campi non sperimentati dai classici teen drama, come la fragilità della psiche umana, la violenza, il bene contro il male, il suicidio, gli abusi sessuali. Da quel momento, Zhou è stato scelto per recitare in ruoli dalle mille sfaccettature, variando deliberatamente i temi dei suoi personaggi. Qi Wei Yi, di Silence, è un solitario e ambiguo uomo di affari il cui unico momento felice nella vita è accaduto 13 anni prima della storia narrata, insieme ad una ragazza muta. Quando alla fine trova l'amore, viene di nuovo travolto dalla disperazione scoprendo di avere il cancro. Zhi Tian, di Sweet Relationship [美味關係], è uno chef irritabile e perfezionista che passa tutto il suo tempo ad urlare contro gli apprendisti. Xu Le, di Wish to See You Again [這裡發現愛], è uno scrittore di romanzi strambo ma passionale, che si innamora innocentemente per la prima volta. Il suo ultimo ruolo, nella serie televisiva Black and White, segna un ulteriore punto di svolta e l'abbandono dei drammi adolescenziali, con l'interpretazione di un poliziotto dalle emozioni complesse con un passato invischiato in una pericolosa rete di corruzione.
Nel gennaio 2008 Zhou ha recitato nel suo primo film, Linger [蝴蝶飛], e a metà dell'estate dello stesso anno è uscito nelle sale cinematografiche la sua seconda apparizione sul grande schermo, Tea Fight.

## Serie TV
| Anno | Titolo                       | Titolo cinese    | Ruolo                              |
| ---- | ---------------------------- | ---------------- | ---------------------------------- |
| 2001 | Meteor Garden                | 流星花園         | Huā Zé Lèi (花澤類)                |
| 2001 | Yamada Tarō monogatari       | 貧窮貴公子       | Shān Tián Tài Láng (山田太郎)      |
| 2002 | Come to my Place             | 来我家吧         | Zhang Zhong Yuan (張中原)          |
| 2002 | Meteor Garden II             | 流星花園 2       | Huā Zé Lèi (花澤類)                |
| 2002 | Meteor Rain                  | 流星夢幻楽園     | Huā Zé Lèi (花澤類)                |
| 2003 | Love Storm                   | 狂愛龍捲風       | Lù Yǐng Fēng (陸穎風)              |
| 2004 | Mars                         | 戰神Mars         | Chén Líng (陳零) Chén Shèng (陳聖) |
| 2006 | Silence                      | 深情密碼         | Qi Wei Yi (戚偉易)                 |
| 2007 | Sweet Relationship           | 美味關係         | Fang Zhi Tian (方織田)             |
| 2008 | Wish to see you again        | 這裡發現愛       | Xu Le (許樂)                       |
| 2009 | Black and White              | 痞子英雄         | Chen Zai Tian (陳在天)             |
| 2009 | The Last Night of Madam Chin | 金大班           | Sheng Yueru (盛月如)               |
| 2012 | Return Home                  | 回家             | Su Taiying (蘇台英)                |
| 2013 | Saving General Yang          | 忠烈楊家將       | Yang San Lang                      |
| 2013 | Day of Redemption            | 早見晚愛         | Gu Bin                             |
| 2013 | A Moment of Love             | 回到愛開始的地方 | Xu Nianzu                          |
| 2014 | Don't Go Breaking My Heart 2 | 單身男女2        | Cheng Zijian                       |
| 2015 | Detective Gui                | 宅女偵探桂香     | Ah Zhe                             |
| 2015 | Go Lala Go 2                 | 杜拉拉追婚记     | Wang Wei                           |
| 2016 | S Storm                      | S風暴            | Song Renxin                        |
| 2016 | Perfect Couple               | 天生不對         | Qin Rui                            |

## Film
| Anno | Titolo                       | Titolo cinese    | Ruolo                                |
| ---- | ---------------------------- | ---------------- | ------------------------------------ |
| 2008 | Linger                       | 蝴蝶飛           | Lin Xu Dong (林旭東)                 |
| 2008 | Tea Fight                    | 鬪茶             | Yang (楊)                            |
| 2010 | Love You 10000 Years         | 愛你一萬年       | Wu Qifeng (吳奇峰)                   |
| 2011 | Sleepless Fashion            | 与时尚同居       | Zhōu Xiǎohuī (周小辉)                |
| 2012 | Perfect Two                  | 新天生一對       | Ah B (阿 B)                          |
| 2013 | Save General Yang            | 忠烈楊家將       | Saburo 3º figlio della dinastia Yang |
| 2013 | Season of Love               | 爱的季节         | in lavorazione                       |
| 2013 | Day of Redemption            | 早見晚愛         | Gu Bin                               |
| 2013 | A Moment of Love             | 回到愛開始的地方 | Xu Nianzu                            |
| 2014 | Don't Go Breaking My Heart 2 | 單身男女2        | Cheng Zijian                         |
| 2015 | Detective Gui                | 宅女偵探桂香     | Ah Zhe                               |
| 2015 | Go Lala Go 2                 | 杜拉拉追婚记     | Wang Wei                             |
| 2016 | S Storm                      | S風暴            | Song Renxin                          |
| 2016 | Perfect Couple               | 天生不對         | Qin Rui                              |

## Discografia
| Anno | Titolo dell'album                               | Titolo cinese       | Canzoni |                                                       |
| ---- | ----------------------------------------------- | ------------------- | --- | ----------------------------------------------------- |
| 2001 | Meteor Rain                                     | 流星雨              | Persistence For You (為你執著 - Wé Ni Zhí Zhùo) (Traccia 5) The Most Special Existence (最特别的存在 - Zuì Tè Bié De Cún Zài) (Traccia 10) |                                                       |
| 2002 | Make A Wish                                     |                     | 1. Make A Wish 2. Love Loves You - 愛在愛妳 (Ài Zài Ài Nǐ) 3. Hotline For Help - 求救專線 (Qiú Jiù Zhuān Xiàn) 4. Broken Tears - 破碎的眼淚 (Po' Suì De Yǎn Lèi) 5. A Gentle Good Night - 溫柔的晚安 (Wēn Róu De Wǎn Ān) 6. With Me And You - 有我有你 (Yǒu Wǒ Yǒu Nǐ) 7. Loving You 8. It Aches My Heart - 心疼 (Xīn Téng) 9. Even Fairy Tales Are Not Good Enough - 童話還不夠美好 (Tóng Huà Hái Bú Gòu Měi Hǎo) 10. If It Were Not, For Loving You - 要不是愛上你 (Yào Bú Shì Ài Shàng Nǐ)                                   |                                                       |
| 2003 | Fantasy 4ever                                   |                     | Lonely Winter - 一個人的冬季 (Yī Gè Rén De Dōng Jì) (Traccia 4) How Come It's You - 怎麽會是你 (Zěn Me Huì Shì Nǐ) (Traccia 10) |                                                       |
| 2003 | Love Storm - Colonna sonora                     | 抂愛龍捲風 戀曲 OST | I breathe you (我呼吸你) |                                                       |
| 2004 | Remember, I Love You                            | 記得我愛你          | 1. Remember, I Love You - 記得我愛你 (Jì Dé Wǒ Ài Nǐ) 2. Your Body Temperature - 你的體温 (Nǐ De Tī Wēn) 3. Try To Love Me For A Day - 試著愛我一天 (Shì Zhe Ài Wǒ Yì Tiān) 4. Mama Said - 媽媽説 (Mā Mā Shuo) 5. How To Forget - 怎麽忘 (Zěn Me Wàng) 6. Guarantee Of Happiness - 幸福的保證 (Xìng Fú De Bǎo Zhèng) 7. Why Didn't You Come - 為何你不来 (Wéi Hé Nǐ Bú Lái) 8. Suddenly - 忽然 (Hū Rán) 9. Message Of Three Thousand Years - 三千年的留言 (Sān Qiān Nián De Liú Yán) 10. I Breathe You - 我呼吸你 (Wǒ Hū Xī Nǐ) |                                                       |
| 2004 | Mars - Colonna sonora originale                 | 戰神                | Let Me Love You - 讓我愛你 duetto con Barbie Xu (pinyin: Rang Wǒ Ài Nǐ) (Traccia 2) |                                                       |
| 2004 |                                                 | 百事音樂風雲榜      | Just For You |                                                       |
| 2006 | Silence - Colonna sonora originale              | 深情密碼            | Familiar Gentleness - 熟悉的温柔 (pinyin: Shou Xi De Wen Rou) (Traccia 1) |                                                       |
| 2007 | I'm Not F4                                      | 我不是F4            | 1. 我不是F4 (I'm not F4) - Wo bu shi F4 2. 愛上這世界 (Fall in love with this world) - Ai shang zhe shi jie 3. 他是誰 (Who is he) - Ta shi shei 4. 完美偶像 (Perfect idol) - Wan mei ou xiang 5. 馬賽克 (Mask) - Ma sai ke 6. 藍鯨 (Blue whale) - Lan jin 7. 愛你恨你 (Love you, hate you) - Ai ni hen ni 8. 一加一 (One plus one) - Yi jia yi 9. 有沒友 (Have or have not) - You mei you 10. Missing You | - I'm not F4 (我不是F4), scritto da Jay Chou (周杰倫) |
| 2007 | Waiting For You (F4)                            | 在这里等你          | |                                                       |
| 2010 | Love You 10000 Years - Colonna sonora originale | 愛你一萬年 OST      | 1. 愛你一萬年 (Love you 10000 years) 2. 我在想你的時候睡著了 (I'm thinking of you when fall asleep) |                                                       |

## Prodotti pubblicizzati
| Anno      | Prodotto                                      | Categoria del prodotto    |
| --------- | --------------------------------------------- | ------------------------- |
| 2001      | 滴可明雙氧液                                  | Collirio                  |
| 2001      | 金庸群俠傳網路遊戲/ Chinesegamer On-line Game | Gioco in rete             |
| 2001      | 代言卡拉網                                    | Website                   |
| 2001      | 代言MyMuch.com                                | Website                   |
| 2001      | 西門子手機                                    | Telefono cellulare        |
| 2002      | 古道貴爵純真不滅定律奶茶                      | Bevanda, latte            |
| 2002      | 聯想                                          | Computer                  |
| 2002      | 綠飄                                          | Shampoo                   |
| 2002      | 名樂球鞋                                      | Abbigliamento             |
| 2002      | S&K休閒服飾                                   | Abbigliamento             |
| 2002      | 百事可樂 / Pepsi                              | Bevanda                   |
| 2002      | Kentex 休閒服飾                               | Abbigliamento             |
| 2003      | 神之領域                                      | Gioco in rete             |
| 2003      | Switch Yamaha                                 | Motocicletta              |
| 2004      | 戒菸就贏                                      | Campagna anti-fumo        |
| 2004      | 喔喔奶糖                                      | Caramella                 |
| 2005      | Parco (Japan) - 白色情人節                    | Centro commerciale        |
| 2003      | Switch Yamaha                                 | Motocicletta              |
| 2007      | 台灣觀光                                      | Turismo                   |
| 2007      | 心路                                          | Organizzazione umanitaria |
| 2008      | 康師傅茉莉清茶                                | Bevanda                   |
| 2008      | Lancome                                       | Cosmetico                 |
| 2008-2009 | Jasmine Tea                                   | Bevanda                   |
| 2009      | Sony                                          | Fotocamera                |
| 2009-2010 | Rejoice                                       | Shampoo                   |
| 2010      | Family Mart Oden                              | Cibo                      |
| 2010      | San Angelo                                    | Abbigliamento             |

## Pubblicazione degli album fotografici
Vic ha pubblicato un album fotografico, intitolato Travel Dream (流浪夢, Liú Làng Mèng), nell'ottobre del 2002. Esso contiene fotografie scattate durante uno dei suoi viaggi ad Hokkaidō, Giappone.
Il suo secondo album si chiama 4Faces: Taipei & Tokyo, ed è stato pubblicato nell'ottobre del 2006. Esso mostra la flessibilità di Zhou di fronte alla macchina fotografica, in quante le "4 faces" stanno a rappresentare quattro temi principali a seconda dei quali sono stati effettuati gli scatti: faccia naturale, faccia fica, faccia stilosa e faccia alla moda. Le foto dei primi due temi sono state scattate a Taipei, mentre quelle che mostrano gli ultimi due a Tokyo. Questo photobook è stato un bestseller.